# Culicoides bermudensis
Culicoides bermudensis är en tvåvingeart som beskrevs av Williams 1956. Culicoides bermudensis ingår i släktet Culicoides och familjen svidknott. Inga underarter finns listade i Catalogue of Life.